# シオネ・ブナ
シオネ・ブナ（Sione Vuna、1998年6月9日 - ）は、ジャパンラグビーリーグワン静岡ブルーレヴズに所属するラグビー選手。

## プロフィール
- ポジションはロック(LO)、フランカー(FL)、ナンバーエイト(No8)。
- 身長 192 cm、体重 115 kg
- U18トンガ代表に選ばれたことがある[1]。

## 略歴
2022年、花園大学卒業後、日野レッドドルフィンズに加入。同年12月17日に行われたJAPAN RUGBY LEAGUE ONE第1節日本製鉄釜石シーウェイブス戦にて先発出場でリーグワン公式戦初出場を果たした。
2023年、静岡ブルーレヴズに加入。